# Andrea Wiktorin

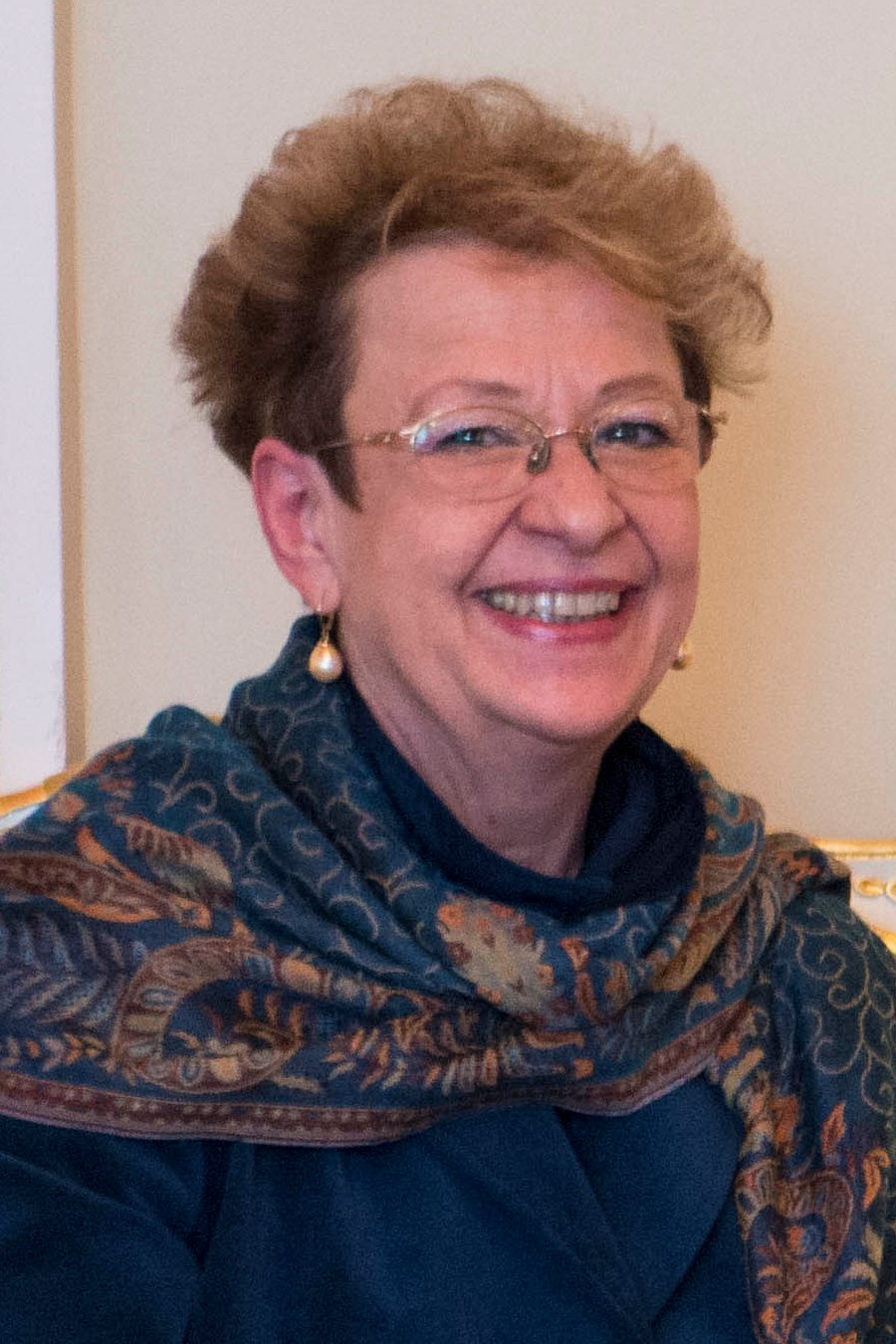
Andrea Joana-Maria Wiktorin

Andrea Joana-Maria Wiktorin (* 13. Dezember 1957 in Bonn) ist eine deutsche Diplomatin.

## Leben
Nach dem Abitur begann Andrea Wiktorin 1976 ein Lehramtsstudium der Fächer Geschichte und Deutsch und schloss dieses Studium 1984 mit dem Ersten Staatsexamen für höhere Schulen ab. Anschließend arbeitete sie zunächst als Buchhändlerin und absolvierte danach zwischen 1986 und 1988 ihr Referendariat, das sie 1988 mit dem zweiten Staatsexamen abschloss.
1989 trat sie in den Auswärtigen Dienst und fand nach der Attachéausbildung sowie der Laufbahnprüfung für den höheren Dienst von 1991 bis 1992 zuerst eine Verwendung im Auswärtigen Amt und anschließend bis 1995 an der Botschaft in Lettland. Nach einer erneuten Tätigkeit in der Zentrale des Auswärtigen Amtes war sie zwischen 1997 und 2000 an der Botschaft in den Niederlanden tätig sowie im Anschluss von 2000 bis 2003 Ständige Vertreterin des Botschafters in Belarus. Danach war sie zwischen 2003 und 2007 stellvertretende Referatsleiterin in der Politischen Abteilung des Auswärtigen Amtes.
Am 16. August 2007 wurde Andrea Wiktorin als Nachfolgerin von Heike Renate Peitsch Botschafterin in Armenien und bekleidete dieses Amt bis zu ihrer Ablösung durch Hans-Jochen Schmidt am 23. Oktober 2009. Im Anschluss war sie zwischen 2009 und 2012 als Referatsleiterin im Auswärtigen Amt eingesetzt.
Von 2012 bis 2015 war Wiktorin Botschafterin in Lettland und damit Nachfolgerin des in den Ruhestand getretenen Klaus Burkhardt. Ab September 2015 leitete Wiktorin die EU-Delegation in Belarus, bevor sie 2019 als EU-Botschafterin nach Armenien wechselte. 2023 trat sie in den Ruhestand. 2024 wurde sie vom Auswärtigen Amt gebeten, als Ruhestandsbeamtin die deutsche Präsenz als Geschäftsträgerin in Belarus aufrechtzuerhalten und die Botschaft Minsk zu leiten.